# Jean Pierre Gibert

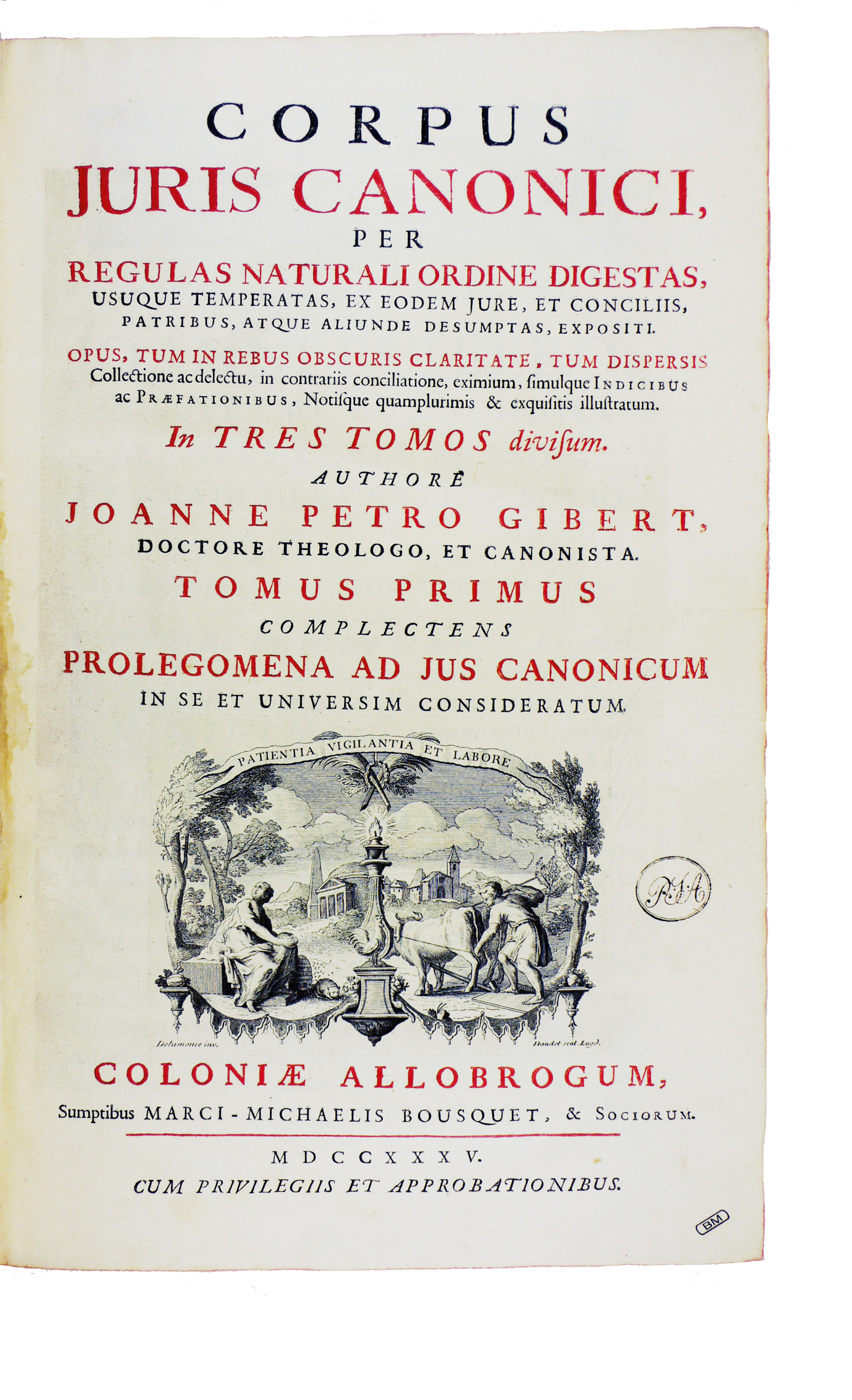
Corpus juris canonici, 1735
(Fondazione Mansutti, Milano).

Jean Pierre Gibert (Aix-en-Provence, 1660 – 1736) è stato un giurista francese.

## Biografia
Iniziò gli studi ad Aix-en-Provence, dove si laureò in utroque jure. Nominato docente di teologia a Tolone, proseguì la propria vita a Parigi come anacoreta. La sua opera più importante è il Corpus juris canonici, un testo fondamentale del diritto canonico, edito a Colonia nel 1735 e ristampato due anni dopo a Lione, poi a Ginevra nel 1756. Gibert fu anche curatore del Jus ecclesiasticum universum di Zeger Bernard van Espen.